# Barranco del Río (localidad)
Barranco del Río, más conocido como Las Maretas, es un núcleo de población perteneciente a la localidad de San Miguel de Tajao, en el municipio de Arico de la provincia de Santa Cruz de Tenerife —Canarias, España—.

## Toponimia
El nombre oficial del núcleo es el de Barranco del Río, que toma del accidente geográfico junto al que se encuentra y que es uno de los grandes barrancos del sur de Tenerife que funciona como límite entre los municipios de Arico y Granadilla de Abona. Antiguamente, la zona también era conocida como El Callao.
El término Las Maretas con el que es más conocido hace referencia a la existencia de charcos naturales que se forman en la desembocadura del barranco.

## Geografía
Es uno de los núcleos costeros del municipio de Arico, hallándose a unos catorce kilómetros de la capital municipal, junto al límite con el vecino municipio de Granadilla de Abona. Posee una superficie de 0,67 km² y se halla a una altitud media de 12 m s. n. m.
Cuenta con una ermita dedicada a la virgen del Carmen, un centro cultural, un terreno habilitado como cancha deportiva, plazas públicas y un parque infantil. Posee también una pequeña playa.

## Demografía
| Año        | 2000 | 2005 | 2010 | 2015 | 2020 |
| ---------- | ---- | ---- | ---- | ---- | ---- |
| Habitantes | 117  | 385  | 422  | 394  | 551  |

## Comunicaciones
Se accede a Barranco del Río por carretera desde la autopista del Sur TF-1.

### Transporte público
El núcleo cuenta con paradas de taxi.
En autobús —guagua— queda conectado mediante la siguiente línea de TITSA:
| Línea | Trayecto                                                           | Recorrido                                                          |
| ----- | ------------------------------------------------------------------ | ------------------------------------------------------------------ |
| 430   | Granadilla - Villa de Arico - El Porís - Costa Arico - Las Maretas | Horario/Línea Archivado el 22 de enero de 2021 en Wayback Machine. |